# Yellowbird

Yellowbird es una película francesa de animación en 3D de 2014, dirigida por Christian De Vita y Dominique Monfery. Fue protagonizada por Christine Baranski, Dakota Fanning, Jim Rash, Yvette Nicole Brown, Brady Corbet y Danny Glover. La película se estrenó en el London Film Festival el 11 de octubre de 2014. Recaudó $40 millones de dólares tanto en Francia como en varios países europeos.

## Reparto
- Christine Baranski como Janet.
- Dakota Fanning como Delf.
- Jim Rash como Karl.
- Yvette Nicole Brown como Ladybug.
- Brady Corbet como Willy.
- Danny Glover como Darius.
- Zachary Gordon como Max.
- Elliott Gould como The Owl.
- Seth Green como Yellowbird.
- Richard Kind como Michka.
- Ryan Lee como Anton.

## Argumento
Darío, el líder de una bandada de pájaros, es herido justo antes de que sea tiempo para que las aves migran a África. Información sobre cómo dirigir la migración tiene que ser pasado a la primera ave que se encuentra con Darío. Es decir Yellowbird que está emocionado por el reto, pero tiene muy poca experiencia en la vida.
- Datos: Q18509179